# Distretto del Sikkim Occidentale
Il distretto del Sikkim Occidentale è un distretto del Sikkim, in India, di 123 174 abitanti. Il suo capoluogo è Gyalshing.
Il distretto è suddiviso in due comuni detti "sottodivisioni" (Subdivisions): Gyalshing e Soreng.